# J.S. Ondara
J.S. Ondara, conocido como Ondara, es un artista nominado al Premio Grammy, cantante y compositor keniano y estadounidense, cuyo álbum debut, Tales of America, fue lanzado el 15 de febrero de 2019 a través de Verve Forecast. El éxito crítico del debut condujo a una edición de lujo posterior, Tales of America: The Second Coming, en septiembre de 2019, con el añadido de cinco pistas adicionales al disco original.

## Biografía
Ondara nació en agosto de 1992 en Nairobi, Kenia. De niño, escribía poemas e historias así como canciones a pesar de no tener un instrumento para tocarlas porque su familia no podía costearlo. Se inspiró en Radiohead, Nirvana, Death Cab For Cutie, Jeff Buckley, Pearl Jam, Guns N' Roses y Bob Dylan.
Ondara creció escuchando canciones de rock en la radio a pilas de sus hermanas mayores. Después de descubrir "The Freewheelin' Bob Dylan" tras una disputa con un amigo sobre si "Knockin' on Heaven's Door" era una canción de Guns N' Roses, Ondara decidió viajar a los Estados Unidos para seguir una carrera en la música.
En febrero de 2013, después de ganar la lotería de la tarjeta verde de la visa de inmigrante por diversidad, Ondara se mudó a Minneapolis, Minnesota a la edad de 20 años. Aprendió a tocar la guitarra por su cuenta y a actuar en las noches de micrófono abierto. Finalmente, decidió estudiar musicoterapia en la universidad, pero abandonó la escuela para volver a tocar en pequeños shows en cafeterías después de asistir a un concierto.

## Carrera musical
Después de mudarse a Minnesota, Ondara probó suerte haciendo música y actuando en pequeños locales. Su gran oportunidad llegó cuando a estación de radio de Minneapolis-St. Paul, KCMP, ubicada en St. Paul, tocó una de sus canciones al aire sacando audio de su canal de YouTube, donde había estado subiendo versiones de sus canciones favoritas.
El álbum debut de Ondara, Tales of America, fue publicado en febrero de 2019 por Verve Label Group. A pesar de que solo 11 canciones llegaron a la lista final, Ondara escribió más de 100 canciones para el álbum, todas basadas en la vida de un inmigrante en Estados Unidos. El álbum fue producido por Mike Viola de Candy Butchers. Para promocionar el álbum, Ondara se embarcó en su primera gira como cabeza de cartel en marzo de 2019. Después del lanzamiento del álbum, Ondara debutó en la lista de artistas emergentes de Billboard en el puesto n.° 37 en marzo de 2019. El álbum también aterrizó en las listas de Billboard Heatseekers Album, Americana/Folk Album Sales y Rock Album Sales. Fue nominado a Mejor Artista Emergente en los Americana Music Honors & Awards de 2019.
Ondara cita a Bob Dylan como su héroe musical, razón por la cual eligió vivir en Minnesota, y por la cual usa su característico sombrero fedora.
Ha estado de gira con los Milk Carton Kids, Lindsey Buckingham y en 2019, abrió algunas fechas de la gira con Neil Young. A principios de 2020, abrió para The Lumineers en su gira mundial III.
Ondara fue nominado a 'Mejor Álbum de Música Americana' en la 62.ª edición de los Premios Grammy por su álbum, Tales of America.

### Sencillos
| Título    | Año  | position en los ránkings | Álbum            |
| Título    | Año  | US AAA                   | Álbum            |
| --------- | ---- | ------------------------ | ---------------- |
| "Lebanon" | 2019 | 23                       | Tales of America |